# Linko
Linko – miasto i subprefektura w Gwinei, w regionie Kankan, w prefekturze Kérouane. 
W 2014 roku subprefektura liczyła 16478 mieszkańców.